# Блажич, Марко
Ма́рко Бла́жич (серб. Марко Блажић / Marko Blažić; 2 августа 1985, Младеновац, СФРЮ) — сербский футболист, полузащитник клуба «Рад».

## Карьера
Начинал карьеру в родном городе и одноимённом футбольном клубе, затем защищал цвета «Раднички». Перед переходом в «Црвену Звезду» успешно выступал в составе «Чукарички». В январе 2008 года подписал контракт со столичным клубом.
В «Амкаре» за 2 года не смог стать игроком основного состава, на поле появлялся редко. Нечастое появление Марко, кроме всего прочего, было связано и с лимитом на легионеров, действующим в РФПЛ. В январе 2013 года было объявлено, что Блажич выставлен на трансфер. 21 февраля 2013 года перешёл в «Бунёдкор». В феврале 2014 года перешёл в «Атырау».